# Cephonodes armatus
Cephonodes armatus är en fjärilsart som beskrevs av Rothschild och Jordan 1903. Cephonodes armatus ingår i släktet Cephonodes och familjen svärmare. Inga underarter finns listade i Catalogue of Life.